# Горьковский (Ставропольский край)
Го́рьковский — посёлок в Новоалександровском районе (городском округе) Ставропольского края России.

## Варианты названия
- Посёлок центральной усадьбы совхоза Горьковский[2],
- Марксштадт[4]

## Географическое положение
Расстояние до краевого центра: 91 км. Расстояние до районного центра: 18 км.

## История
Основано в 1890 году как немецкое село Марксштадт (нем. Marxstadt; также Марктштадт, нем. Marktstadt). До 1917 года относилось к Кавказскому отделу Кубанской области. В советский период входило в состав Ново-Александровский района Орджоникидзевского края. В 1933 году здесь был образован совхоз «Горьковский».
В соответствии с Указом Президиума Верховного Совета РСФСР от 21 сентября 1964 года посёлок Посёлок центральной усадьбы совхоза «Горьковский» был переименован в посёлок Горьковский.
До 1 мая 2017 года посёлок был административным центром упразднённого Горьковского сельсовета).

## Население
| 1926 | 1989 | 2002  | 2010 | 2014  | 2021  | 2023  |
| ---- | ---- | ----- | ---- | ----- | ----- | ----- |
| 276  | ↗926 | ↗1025 | ↘997 | ↗2000 | ↘1021 | ↗1026 |

Национальный состав
По данным Всесоюзной переписи населения 1926 года, из 276 жителей — 276 немцы.
По данным переписи 2002 года, 94 % населения — русские.

## Инфраструктура
- Горьковская сельская библиотека филиал № 20. Открыта 20 апреля 1934 года как Горьковская сельская библиотека[12]
- Централизованная клубная система[13]
- Общественное открытое кладбище площадью 16 676 м²[14]

## Образование
- Детский сад № 23 «Красная Шапочка»[15]
- Средняя общеобразовательная школа № 7[16]

## Спорт
- Физкультурно-оздоровительный комплекс. Открыт в конце декабря 2015 года[17]
- Стадион для пляжного футбола[18]
- Баскетбольная площадка